# Ciro Gojorani
Ciro Gojorani (* 21. Januar 1834 in Pescia; † 1908) war ein italienischer Schriftsteller.

## Leben
Gojorani musste bereits als Schüler des Collegios zu Pistoja wegen seiner Teilnahme an politischen Umtrieben Toscana verlassen, studierte von 1851 bis 1854 in Turin Jurisprudenz, während er zugleich als Mitarbeiter an revolutionären Zeitschriften tätig war, wurde infolgedessen und wegen seiner Versi di un esule toscano auch aus Piemont verbannt und wandte sich nun über Bellinzona nach Genf, wo er die Società italiana di mutuo soccorso gründete.
Später nach Piemont zurückgekehrt, erhielt er die Professur der Geschichte am Collegio in Ivrea, war dann als Lehrer an verschiedenen Lyceen tätig, auch zeitweilig außer Dienst und war seit 1875 Studiendirektor der Provinz Umbrien.

## Werke
- L'apoteosi del lavoro (Bellinzona 1855);
- Il grido d'angoscia (Genf 1856);
- Il cigno morente (San Remo 1862);
- I quietisti della politica, Ode, (Turin 1862);
- Il clero e il popolo romano, Verse, (Pistoja 1862);
- Martirio e speranza, Jamben (1863);
- Canzone a Dante (1865) und andre Dichtungen, wie:
- La chiesa di tutti (Flor. 1865) und
- Il deputato ventricolo (Cagliari 1866);
- Della letteratura educatrice, discorso del professore Ciro Gojorani nella solenne distribuzione dei premi agli alunni del regio liceo, del ginnasio e delle scuole tecniche di Faenza. Torino: Tipografia del Diritto, 1865.

Dieser Artikel basiert auf einem gemeinfreien Text aus Meyers Konversations-Lexikon, 4. Auflage von 1888 bis 1890.
| Personendaten    | Personendaten                |
| ---------------- | ---------------------------- |
| NAME             | Gojorani, Ciro               |
| KURZBESCHREIBUNG | italienischer Schriftsteller |
| GEBURTSDATUM     | 21. Januar 1834              |
| GEBURTSORT       | Pescia                       |
| STERBEDATUM      | 1908                         |